# Google新闻与天气
Google新闻与天气是Google開發的一款新聞應用，支援Android與iOS作業系統。應用卡片狀的界面與Google新闻和Google即时相似。該應用可索引超過65,000個新聞來源，並能提供60個國家與地區的特定版本。2014年10月7日，應用的iOS版本發佈。现已和Google Play 書報攤 (Newsstand) 合併成為Google 新聞。